# FC Rosengård
El FC Rosengård és un club de futbol suec de Malmö. Fundat el 1970 com la secció femenina del Malmö FF, el 2007 es va convertir en un club independent, el LdB Malmö, fins que al 2013 es va unir al FC Rosengård 1917.
El FC Rosengård 1917 es va fundar el 1917 com a Malmö BI i va prendre el seu nom actual el 2008. És conegut especialment per la seva cantera (va ser el primer equip de Zlatan Ibrahimovic) i el seu equip femení. L'equip masculí senior juga a la 4a divisió.
Amb catorze campionats nacionals, l'equip encapçala la classificació històrica de la Damallsvenskan. A la Lliga de Campions han arribat quatre vegades als quarts de final.

## Palmarès
- 14 Lligues de Suècia
  - 1986, 1990, 1991, 1993, 1994, 2010, 2011, 2013, 2014, 2015, 2019, 2021, 2022, 2024
- 2 Copes de Suècia
  - 1990, 1997
- 3 Supercopes de Suècia
  - 2011, 2012, 2015

| 12/13 |  | UPC Tavagnacco | SV Neulengbach   | 1.FFC Frankfurt |
| 12/13 |  | MTK Budapest   | ASD Verona       | Olympique Lió   |
| 13/14 |  | Lillestrøm SK  | VfL Wolfsburg    |                 |
| 14/15 |  | Riazan VDV     | Fortuna Hjørring | VfL Wolfsburg   |
| 15/16 |  | PK-35 Vantaa   | ASD Verona       | 1.FFC Frankfurt |
| 16/17 |  | Breidablik UBK | Slavia Praga     |                 |

- ¹ Fase de grups. Equip classificat pillor possicionat en cas d'eliminació o equip eliminat millor possicionat en cas de classificació.